# Grand prix littéraire du Bénin
Grand Prix Littéraire du Bénin est un prix littéraire, instauré par les autorités béninoises en 2019 en substitution du "Prix du président de la République", qui vise à récompenser annuellement un écrivain, un éditeur et un journaliste-chroniqueur.

## Histoire
Depuis 2019, le gouvernement du Bénin célèbre et honore l'excellence dans les domaines de la littérature et de l'imaginaire instructive à travers le "Grand prix littéraire du Bénin". 

## Éditions
En 2022, à l'occasion de la quatrième édition du concours "Grand Prix littéraire du Bénin", le gouvernement met à l'honneur la littérature béninoise. Les récipiendaires des trois prix de cette édition ont été annoncés et récompensés à la suite des délibérations supervisées par un Huissier de justice assermenté,. 
En novembre 2023, la cérémonie de remise des prix aux lauréats de l'édition 2023 du concours littéraire "Grand Prix Littéraire du Bénin" se déroule à La salle Bleue du Palais des Congrès de Cotonou, ,.

## Lauréats
Les prix d'origines sont déclinés en trois catégories : « conte » puis « roman », « nouvelle » et « théâtre ». À partir de 2021, le gouvernement décide de ne consacrer qu'un seul auteur et de créer deux prix spéciaux : le « prix de l'éditeur » et le prix du « Meilleur Journaliste chroniqueur Littéraire ». 
- 2019 :
  - conte : Anna Baï Koty Dangnivo pour Sitou et la rivière de la nudité: contes: suivi de Onoulé l'initié, Christon Éditions
  - Nouvelle : Roger Ikor Agboho Glèlè, Le traquenard amoureux, Plumes Soleil
  - Théâtre : Giovanni Houansou, La Rue Bleue
- 2020 :
  - Roman :  Gilles Gbéto, La rivale de Dieu, éditions Vénus d'Ébène
  - Nouvelle : Jean-Paul Tooh-Tooh, L'araignée désabusée, Éditions Awoudy
  - Théâtre : Jérôme-Michel Tossavi, Le chant de la petite horloge, Savanes du Continent
- 2021 :
  - Grand Prix Littéraire : Raouf Mama, La jarre trouée, éditions LAHA
  - Prix de l'éditeur : Éditions Ruisseau d'Afrique
  - Prix Meilleur Journaliste chroniqueur Littéraire : Tanguy Agoï
- 2022 :
  - Grand Prix Littéraire : Jules Daniel Amoussou, Le Camp Zéro, Éditions sans frontières
  - Prix de l'éditeur : Éditions Savanes Du Continent
  - Prix Meilleur Journaliste chroniqueur Littéraire : Esckil Agbo
- 2023 :
  - Grand Prix Littéraire : Florent Codjo Houndjo, Dans les Limbes, Édition Savane
  - Prix de l'éditeur : Christon Éditions
  - Prix Meilleur Journaliste chroniqueur Littéraire : Teddy Gandigbé